# Franklin, Texas
Franklin är administrativ huvudort i Robertson County i Texas. Orten grundades 1872 och fick först heta Morgan efter en järnvägstjänsteman. Postkontoret öppnades 1880 och orsaken till namnbytet låg i ansökningen om att grunda ett postkontor. Namnet ändrades till Franklin för att undvika förväxling med en annan ort som hade ett postkontor med samma namn. Enligt 2010 års folkräkning hade Franklin 1 564 invånare.